# スルタン・クダラット州

スルタン・クダラット州の位置

スルタン・クダラット州（スルタン・クダラットしゅう、Province of Sultan Kudarat）は、フィリピン南部ミンダナオ島にある州で、ソクサージェン地方（SOCCSKSARGEN, Region XII）に属している。面積は4,714.8km2、人口は812,095人（2015年）。州都はイスラン（Isulan）である。

## 名称
州名は、17世紀にミンダナオ全島を支配しムスリム国家・マギンダナオ王国に全盛期をもたらしたスルタン・クダラット（Qudarat）の名で親しまれている、ムハンマド・ディパトゥアン・クドラトゥッラー・ナシルッディーン（Muhammad Dipatuan Qudratullah Nasiruddin）にちなんでいる。

## 歴史
もともとはコタバト州の一部であったが、地方と州の再編により新設された。

## 地理
南に南コタバト州、北東にコタバト州、北にバンサモロ自治地域の北マギンダナオ州と南マギンダナオ州、東にダバオ地方の南ダバオ州と接し、西はモロ湾とそれに続くセレベス海が広がっている。

## 住民

### 民族・宗教
かつては山地の先住民のほかムスリムが多かったが、20世紀の移民政策でヴィサヤ諸島やルソン島などからの移民が流入し、キリスト教徒が多数派になった。

### 言語
言語はイロンゴ語が主流で、イロカノ語やセブアノ語も話されている。元々の地元の言葉、マギンダナオ語はムスリムが使用している。

## 産業
産業は適した気候と環境を生かしての農業、および日本などに輸出するマグロの漁業である。